# DOS/360
DOS System/360 (anglicky DOS/360, Disk Operating System/360 nebo jen DOS, tj. diskový operační systém 360) je v informatice označení pro operační systém od firmy IBM určený pro sálové počítače. Poprvé se o něm IBM zmínila v poslední den roku 1964 a první uvedení tohoto systému proběhlo v roce 1966. Tento systém nemá přes svůj název nic společného se 16bitovým systémem DOS určeným pro počítače IBM PC kompatibilní.

## Varianty
V roce 1979 IBM nabízí funkci na 4341 tzv. ECP:VSE, která nabízela single-level úložiště pro I/O kanály ne jen pro procesor a představila DOS/VSE jako systémovou podporu, také mohl běžet na System/370 bez nutnosti dalších programů. DOS/VSE byla poslední volnou verzí DOSu.
V krátkém období IBM nabízela programy přímo ve DOS/VSE, poté je ale přemístila do přídavného balíčku VSE/SP. VSE/SP podporoval pouze 24bitové adresování i přesto, že zákazníci si přáli XA (31bitové ) verzi. IBM nabízela 31bitovou verzi VSE/ESA, ale ta mohla běžet pouze v S/370-ESA módu a ne ve starším XA módu.
IBM později vypustila z/VSE, který je nejaktuálnější verzí od roku 2005. Ve své době byl DOS nejrozšířenějším operačním systémem na světě, jeho nástupce z/VSE byl široce používán ještě v roce 2006.
Ačkoliv mají stejná jména, není žádná souvislost mezi systémem DOS/360 z 60. let 20. století a systémem DOS pro IBM PC kompatibilní počítače z 80. let 20. století.

## DOS/360
Když začal vývoj hardwaru nové generace unifikovaného jako systém/360 (nebo S/360), tak se IBM zavázala k dodání pouze jednoho operačního systému OS/360, který bude také kompatibilní se slabšími počítači. Ale jeho dodání se oddalovalo a oddalovalo, jak předpověděl Fred Brooks, až do doby, kdy už byly na trhu daleko lepší počítače. Tak bylo IBM donuceno ve velice krátké době dodat další čtyři přídavné systémy:
- BPS/360 pro počítače s nejméně 8 KiB operační paměti a čtečkou děrných štítků
- BOS/360 pro počítače s nejméně 8 KiB paměti a diskovou jednotkou
- DOS/360 pro počítače s nejméně 16 KiB paměti a diskovou jednotkou
- TOS/360 pro počítače s nejméně 6 KiB paměti a páskovou jednotkou

Když konečně OS/360 vyšel (o rok později), potřeboval pro svůj chod minimálně 64 KiB paměti. DOS byl navržen tak, aby pracoval s co nejmenší pamětí, a tak mohl běžet na 16 KiB počítačích, jako byl méně výkonný S/360 model 30. Na rozdíl od OS/360, DOS/360 byl jednoúlohový systém, což znamená, že nepodporoval multitasking (ačkoliv verze s limitovaným multitaskingem, která potřebovala 32 KiB paměti, byla vypuštěna později). Používala paměť rozdělenou na tři části a programům nebylo do jiné části povoleno zapisovat. Tyto tři části paměti nebyly nijak specializované, ale první byla nejčastěji používána pro načítání děrných štítků, druhá pro programy a třetí jako fronta pro tiskárnu. I přes svá omezení DOS/360 se stal nejpoužívanějším operačním systém pro procesory s méně než 256 KiB paměti, protože hardware pro System/360 se prodával velmi dobře, protože dobře běžel na System/360, který byl běžně dostupný i pro menší firmy a byl lepší než „operační systémy“, které tito zákazníci měli předtím.

## Technické detaily
DOS/360 měl dobrou sadu utilit jako assembler a kompilátory pro Fortran, COBOL a eventuálně i PL/I. A podporoval řadu užitečných souborových systémů s přístupovými metodami, které ulehčovaly práci:
- Sekvenční datové soubory byly normálně čteny po jednom záznamu od začátku do konce.
- V indexovaných (ISAM) souborech byla specifická sekce záznamu definována jako klíč, který by mohl být použit pro vyhledání v záznamech.
- V přímém přístupu k souborům (BDAM), aplikace musela specifikovat fyzické umístění souboru na disku ke kterému chtěl přistupovat. BDAM programování nebylo snadné a většina zákazníků ho nikdy sama nepoužívala, ale byl to nejrychlejší způsob přístupu k datům na disku a mnoho softwarových firem to používalo ve svých produktech, zejména systémů pro správu databází, jako Adabas, IDMS a IBM DL/I.

Sekvenční a ISAM soubory mohly ukládat buď záznamy s pevnou nebo s proměnlivou délkou a všechny druhy souborů by mohly být uloženy na více, než jednom diskovém svazku.
DOS/360 také nabízel BTAM, který umožňoval komunikaci s téměř jakýmkoliv terminálem, což byla velká výhoda v době, kdy neexistoval žádný standard komunikačních protokolů.

## Rozdíly od OS/360

### Jazyk ovládání úlohy
DOS JCL byl navržen pro rychlost a jednoduchost analýzy; výsledná poziční syntaxe byla podstatně kryptičtější než řízení úloh řízené klíčovými slovy OS/360.

### Zařazování
Raný DOS neobsahoval žádný spoolovací subsystém pro zlepšení efektivity I/O děrných štítků a řádkové tiskárny. Koncem 60. let začali tuto prázdnotu vyplňovat jak IBM, tak prodejci náhradních dílů. Zařazovací program IBM byl variantou s názvem POWER a nezávislá softwarová společnost Software Design, Inc., prodávala zařazovací program nazvaný GRASP.

### Načítání programu
DOS/360 neměl žádný přemístitelný zavaděč, takže programátoři museli pro každý oddíl nebo adresní prostor, ve kterém měl program pravděpodobně běžet, připojit samostatnou spustitelnou verzi každého programu. Alternativně by programy v assembleru mohly být napsány jako samopřemístitelné, ale to znamenalo další složitost a penalizaci velikosti, i když malou. Velké DOSové obchody s více stroji a více rozloženími oddílů často psaly svůj vlastní přemisťovací zavaděč, aby tento problém obešly.